# Whakamaru (Nouvelle-Zélande)
Whakamaru est une localité du centre de la région de Waikato, située au centre de l’île du Nord de la Nouvelle-Zélande.

## Toponymie
Les mots maoris whaka et maru signifient littéralement « donner refuge à » ou « donner garantie ».

## Histoire
La ville est initialement établie pour loger les ouvriers de la centrale hydroélectrique de Whakamaru (en) en Nouvelle-Zélande. 
Le fonctionnement de la station de commutation de Whakamaru, adjacente à la centrale est assuré par la société Transpower (en), et est un nœud important pour le réseau du réseau national (en). Durant les mois d’été, le lac Whakamaru est utilisé pour le ski nautique. Le « Whakamaru Water Ski Club » est très actif durant les fêtes de Noël, bien que les compétitions de ski nautique se déroulent normalement tout le long de l’année.

## Divertissements
Kiwiburn (en), la branche régionale néo-zélandaise du festival Burning Man se tient chaque année dans le domaine de Whakamaru, sur le trajet de la route State Highway 30 (en), de 2007 jusqu’en 2013.

## Géologie
L’éruption du super volcan Whakamaru est la plus importante éruption dans ce secteur, connue sous le nom de zone volcanique de Taupo ou TVZ (en).